# 500 Miglia di Indianapolis 2022
La 500 Miglia di Indianapolis del 2022, giunta alla sua 106ª edizione, si è disputata il 29 maggio 2022 sull'ovale dell'Indianapolis Motor Speedway. È stata anche la sesta tappa della IndyCar Series 2022 ed è stata vinta dallo svedese Marcus Ericsson a bordo della Dallara-Honda del team Chip Ganassi Racing.

## Calendario
| Dom                   | Lun             | Mar       | Mer       | Gio       | Ven               | Sab                   |
| --------------------- | --------------- | --------- | --------- | --------- | ----------------- | --------------------- |
| 1 Barber              | 2               | 3         | 4         | 5         | 6                 | 7 Mini-Marathon       |
| 8                     | 9               | 10        | 11        | 12        | 13 GMR Grand Prix | 14 GMR Grand Prix     |
| 15                    | 16              | 17 Libere | 18 Libere | 19 Libere | 20 Venerdì veloce | 21 Prove a cronometro |
| 22 Prove a cronometro | 23 Libere       | 24        | 25        | 26        | 27 Carb Day       | 28 Parata             |
| 29 Indianapolis 500   | 30 Memorial Day | 31        |           |           |                   |                       |

| \| Colore \| Note \| \| --------- \| ------------------ \| \| Verde \| Libere \| \| Blu scuro \| Prove a cronometro \| \| Argento \| Gara \| \| Rosso \| Pioggia* \| \| Nero \| Nessuna attività \| * Include giorni in cui traccciato l'attività è stata notevolmente limitata a causa della pioggia |                    |
| Colore | Note               |
| Verde | Libere             |
| Blu scuro | Prove a cronometro |
| Argento | Gara               |
| Rosso | Pioggia*           |
| Nero | Nessuna attività   |

| Colore    | Note               |
| --------- | ------------------ |
| Verde     | Libere             |
| Blu scuro | Prove a cronometro |
| Argento   | Gara               |
| Rosso     | Pioggia*           |
| Nero      | Nessuna attività   |

## Squadre e piloti

### L'entry list ufficiale
| #               | Pilota                | Team                                    | Motore    |
| --------------- | --------------------- | --------------------------------------- | --------- |
| 1               | Tony Kanaan W         | Chip Ganassi Racing                     | Honda     |
| 2               | Josef Newgarden       | Team Penske                             | Chevrolet |
| 3               | Scott McLaughlin      | Team Penske                             | Chevrolet |
| 4               | Dalton Kellett        | A. J. Foyt Enterprises                  | Chevrolet |
| 5               | Pato O'Ward           | Arrow McLaren SP                        | Chevrolet |
| 6               | Juan Pablo Montoya W  | Arrow McLaren SP                        | Chevrolet |
| 06              | Hélio Castroneves W   | Meyer Shank Racing                      | Honda     |
| 7               | Felix Rosenqvist      | Arrow McLaren SP                        | Chevrolet |
| 8               | Marcus Ericsson       | Chip Ganassi Racing                     | Honda     |
| 9               | Scott Dixon W         | Chip Ganassi Racing                     | Honda     |
| 10              | Álex Palou            | Chip Ganassi Racing                     | Honda     |
| 11              | J. R. Hildebrand      | A. J. Foyt Enterprises                  | Chevrolet |
| 12              | Will Power W          | Team Penske                             | Chevrolet |
| 14              | Kyle Kirkwood R       | A. J. Foyt Enterprises                  | Chevrolet |
| 15              | Graham Rahal          | Rahal Letterman Lanigan Racing          | Honda     |
| 18              | David Malukas R       | Dale Coyne Racing con HMD Motorsports   | Honda     |
| 20              | Conor Daly            | Ed Carpenter Racing                     | Chevrolet |
| 21              | Rinus VeeKay          | Ed Carpenter Racing                     | Chevrolet |
| 23              | Santino Ferrucci      | Dreyer & Reinbold Racing                | Chevrolet |
| 24              | Sage Karam            | Dreyer & Reinbold Racing                | Chevrolet |
| 25              | Stefan Wilson         | DragonSpeed / Cusick Motorsports        | Chevrolet |
| 26              | Colton Herta          | Andretti Autosport / Curb-Agajanian     | Honda     |
| 27              | Alexander Rossi W     | Andretti Autosport                      | Honda     |
| 28              | Romain Grosjean R     | Andretti Autosport                      | Honda     |
| 29              | Devlin DeFrancesco R  | Andretti Steinbrenner Autosport         | Honda     |
| 30              | Christian Lundgaard R | Rahal Letterman Lanigan Racing          | Honda     |
| 33              | Ed Carpenter          | Ed Carpenter Racing                     | Chevrolet |
| 45              | Jack Harvey           | Rahal Letterman Lanigan Racing          | Honda     |
| 48              | Jimmie Johnson R      | Chip Ganassi Racing                     | Honda     |
| 51              | Takuma Sato W         | Dale Coyne Racing with Rick Ware Racing | Honda     |
| 60              | Simon Pagenaud W      | Meyer Shank Racing                      | Honda     |
| 77              | Callum Ilott R        | Juncos Hollinger Racing                 | Chevrolet |
| 98              | Marco Andretti        | Andretti Herta Autosport                | Honda     |
| LISTA UFFICIALE |                       |                                         |           |

 R  = Debuttante alla 500 Miglia di Indianapolis
 W  = Vincitore in passato della 500 Miglia di Indianapolis

## Griglia di partenza
| Fila | Interno | Interno               | Centro | Centro            | Esterno | Esterno              |
| ---- | ------- | --------------------- | ------ | ----------------- | ------- | -------------------- |
| 1    | 9       | Scott Dixon W         | 10     | Álex Palou        | 21      | Rinus VeeKay         |
| 2    | 33      | Ed Carpenter          | 8      | Marcus Ericsson   | 1       | Tony Kanaan W        |
| 3    | 5       | Pato O'Ward           | 7      | Felix Rosenqvist  | 28      | Romain Grosjean R    |
| 4    | 51      | Takuma Sato W         | 12     | Will Power W      | 48      | Jimmie Johnson R     |
| 5    | 18      | David Malukas R       | 2      | Josef Newgarden   | 23      | Santino Ferrucci     |
| 6    | 60      | Simon Pagenaud W      | 11     | J. R. Hildebrand  | 20      | Conor Daly           |
| 7    | 77      | Callum Ilott R        | 27     | Alexander Rossi W | 15      | Graham Rahal         |
| 8    | 24      | Sage Karam            | 98     | Marco Andretti    | 29      | Devlin DeFrancesco R |
| 9    | 26      | Colton Herta          | 3      | Scott McLaughlin  | 06      | Hélio Castroneves W  |
| 10   | 14      | Kyle Kirkwood R       | 4      | Dalton Kellett    | 6       | Juan Pablo Montoya W |
| 11   | 30      | Christian Lundgaard R | 45     | Jack Harvey       | 25      | Stefan Wilson        |

 R  = Debuttante alla 500 Miglia di Indianapolis
 W  = Vincitore in passato della 500 Miglia di Indianapolis

## Gara

### Resoconto
Al via il polesitter Dixon mantiene il comando davanti ad Álex Palou e Rinus VeeKay, ma poco dopo Palou sopravanza Dixon per salire in prima posizione, per poi riprenderla all'ottavo giro. La prima caution viene esposta al giro 39 quando VeeKay va a muro in curva 2 dopo aver perso il posteriore della sua Dallara. Il restart avviene al giro 47 con Palou al comando, ma durante la seconda caution, causata da Callum Ilott, lo spagnolo retrocede in fondo alla corsa per una penalità; ciò favorisce Dixon che torna in vetta. Al giro 81 è Conor Daly a prendere il comando della corsa mentre avviene una dura lotta per il terzo posto tra Pato O'Ward e Marcus Ericsson. A metà gara Dixon torna in testa davanti a Daly e O'Ward.
Al giro 106 Romain Grosjean va a muro sempre in curva 2 causando un'altra caution; nella ripartenza, al giro 113, O'Ward sale in testa. Il messicano e Dixon si scambiano più volte la testa della corsa, ma a 50 giri dalla fine è Scott McLaughlin a causare la quarta caution e Dixon si conferma leader davanti a O'Ward e Rosenqvist, ma al giro 175 ottiene una penalità (per eccesso di velocità in pitlane) che lo mette fuori dai giochi facendolo retrocedere in ventiseiesima posizione. Sul finale Marcus Ericsson sorpassa i due piloti della Arrow McLaren e prende il largo sino ad accumulare un margine di 3 secondi sugli inseguitori. A cinque giri dalla fine però viene esposta bandiera rossa dopo l'incidente di Jimmie Johnson.
Al restart, con due giri rimasti, Ericsson e O’Ward lottano duramente per la vittoria con lo svedese che inizia a zigzagare per evitare che il messicano possa prendere la scia. O’Ward prova a passare Ericsson all’esterno di curva 1, ma lo svedese non alza il piede mantenendo la prima piazza. L'incidente di Sage Karam nell’ultimo giro di fatto congela le posizioni. Ericsson riesce così a conquistare la vittoria alla 500 Miglia di Indianapolis precedendo O’Ward, Kanaan, Rosenqvist e Rossi.

### Risultati
| Pos.                | Nº | Pilota                | Scuderia                                           | Motore    | Giri | Tempo/Ritirato     | Pit Stop | Griglia | Giri in testa | Pti |
| ------------------- | -- | --------------------- | -------------------------------------------------- | --------- | ---- | ------------------ | -------- | ------- | ------------- | --- |
| 1                   | 8  | Marcus Ericsson       | Chip Ganassi Racing                                | Honda     | 200  | 2:51.00.6432       | 5        | 5       | 13            | 109 |
| 2                   | 5  | Pato O'Ward           | Arrow McLaren SP                                   | Chevrolet | 200  | +1.7929            | 5        | 7       | 26            | 87  |
| 3                   | 1  | Tony Kanaan W         | Chip Ganassi Racing                                | Honda     | 200  | +3.5173            | 5        | 6       | 6             | 78  |
| 4                   | 7  | Felix Rosenqvist      | Arrow McLaren SP                                   | Chevrolet | 200  | +4.1267            | 5        | 8       |               | 69  |
| 5                   | 27 | Alexander Rossi W     | Andretti Autosport                                 | Honda     | 200  | +4.9804            | 5        | 20      |               | 60  |
| 6                   | 20 | Conor Daly            | Ed Carpenter Racing                                | Chevrolet | 200  | +5.0799            | 5        | 18      | 7             | 57  |
| 7                   | 06 | Hélio Castroneves W   | Meyer Shank Racing                                 | Honda     | 200  | +6.5614            | 5        | 27      |               | 52  |
| 8                   | 60 | Simon Pagenaud W      | Meyer Shank Racing                                 | Honda     | 200  | +7.0937            | 5        | 16      |               | 48  |
| 9                   | 10 | Álex Palou            | Chip Ganassi Racing                                | Honda     | 200  | +8.2446            | 7        | 2       | 47            | 56  |
| 10                  | 23 | Santino Ferrucci      | Dreyer & Reinbold Racing                           | Chevrolet | 200  | +9.8329            | 5        | 15      |               | 40  |
| 11                  | 6  | Juan Pablo Montoya W  | Arrow McLaren SP                                   | Chevrolet | 200  | +10.7647           | 5        | 30      |               | 38  |
| 12                  | 11 | J. R. Hildebrand      | A. J. Foyt Enterprises                             | Chevrolet | 200  | +11.6554           | 6        | 17      |               | 36  |
| 13                  | 2  | Josef Newgarden       | Team Penske                                        | Chevrolet | 200  | +11.8276           | 6        | 14      |               | 34  |
| 14                  | 15 | Graham Rahal          | Rahal Letterman Lanigan Racing                     | Honda     | 200  | +12.4253           | 5        | 21      |               | 32  |
| 15                  | 12 | Will Power W          | Team Penske                                        | Chevrolet | 200  | +13.3036           | 6        | 11      |               | 32  |
| 16                  | 18 | David Malukas R       | Dale Coyne Racing w/ HMD Motorsports               | Honda     | 200  | +13.6283           | 5        | 13      |               | 28  |
| 17                  | 14 | Kyle Kirkwood R       | A. J. Foyt Enterprises                             | Chevrolet | 200  | +14.5864           | 6        | 28      |               | 26  |
| 18                  | 30 | Christian Lundgaard R | Rahal Letterman Lanigan Racing                     | Honda     | 200  | +16.3308           | 6        | 31      |               | 24  |
| 19                  | 33 | Ed Carpenter          | Ed Carpenter Racing                                | Chevrolet | 200  | +16.5602           | 5        | 4       |               | 31  |
| 20                  | 29 | Devlin DeFrancesco R  | Andretti Steinbrenner Autosport                    | Honda     | 200  | +16.8218           | 5        | 24      |               | 20  |
| 21                  | 9  | Scott Dixon W         | Chip Ganassi Racing                                | Honda     | 200  | +18.1238           | 5        | 1       | 95            | 33  |
| 22                  | 98 | Marco Andretti        | Andretti Herta Haupert Autosport w/ Marco Andretti | Honda     | 200  | +25.2002           | 7        | 23      | 3             | 17  |
| 23                  | 24 | Sage Karam            | Dreyer & Reinbold Racing                           | Chevrolet | 199  | Contatto           | 5        | 22      |               | 14  |
| 24                  | 45 | Jack Harvey           | Rahal Letterman Lanigan Racing                     | Honda     | 199  | +1 giro            | 8        | 32      |               | 12  |
| 25                  | 51 | Takuma Sato W         | Dale Coyne Racing w/ Rick Ware Racing              | Honda     | 199  | +1 giro            | 6        | 10      |               | 13  |
| 26                  | 25 | Stefan Wilson         | DragonSpeed/Cusick Motorsports                     | Chevrolet | 198  | +2 giri            | 7        | 33      |               | 10  |
| 27                  | 4  | Dalton Kellett        | A. J. Foyt Enterprises                             | Chevrolet | 198  | +2 giri            | 7        | 29      |               | 10  |
| 28                  | 48 | Jimmie Johnson R      | Chip Ganassi Racing                                | Honda     | 193  | Contatto           | 7        | 12      | 2             | 12  |
| 29                  | 3  | Scott McLaughlin      | Team Penske                                        | Chevrolet | 150  | Contatto           | 4        | 26      |               | 10  |
| 30                  | 26 | Colton Herta          | Andretti Autosport                                 | Honda     | 129  | Problema meccanico | 6        | 25      |               | 10  |
| 31                  | 28 | Romain Grosjean R     | Andretti Autosport                                 | Honda     | 105  | Contatto           | 2        | 9       |               | 14  |
| 32                  | 77 | Callum Ilott R        | Juncos Hollinger Racing                            | Chevrolet | 68   | Contatto           | 1        | 19      |               | 10  |
| 33                  | 21 | Rinus VeeKay          | Ed Carpenter Racing                                | Chevrolet | 38   | Contatto           | 1        | 3       | 1             | 21  |
| RISULTATI UFFICIALI |    |                       |                                                    |           |      |                    |          |         |               |     |